# Loxothylacus bicorniger
Loxothylacus bicorniger är en kräftdjursart som beskrevs av Hilbrand Boschma 1933. Loxothylacus bicorniger ingår i släktet Loxothylacus och familjen Sacculinidae. Inga underarter finns listade i Catalogue of Life.